# Impetuoso (torpilleur)
Le Impetuoso (fanion « IP ») était un torpilleur italien de la classe Ciclone lancé en 1943 pour la Marine royale italienne (en italien : Regia Marina). 

## Construction et mise en service
Le Impetuoso est construit par le chantier naval Cantieri Navali del Tirreno Riuniti de Riva Trigoso en Italie, et mis sur cale le 15 août 1941. Il est lancé le 20 avril 1943 et est achevé et mis en service le 7 juin 1943 dans la Regia Marina.

## Histoire du service
Unité moderne de la classe Ciclone, conçue spécifiquement pour escorter les convois le long des routes dangereuses vers l'Afrique du Nord, le torpilleur Impetuoso est entré en service en juin 1943, lorsque la guerre des convois était terminée. Le navire n'a donc guère été utilisé, restant en service pendant un peu plus de trois mois.

### Le naufrage du cuirassé Roma
Son histoire opérationnelle est liée avant tout aux événements qui ont suivi la proclamation de l'armistice de Cassibile. À l'époque, le Impetuoso, sous le commandement du capitaine de corvette (MOVM Giuseppe Cigala Fulgosi, faisait partie du groupe de torpilleurs de La Spezia, auquel appartenaient également les torpilleurs Pegaso, Libra, Orsa, Ardimentoso et Orione.
Après l'annonce de l'armistice, au petit matin du 9 septembre 1943, le navire appareille de La Spezia avec le Orsa, le Orione, le Ardimentoso et le Pegaso, suivis, une heure plus tard, par le reste de l'escadron naval (cuirassé Italia, Vittorio Veneto et Roma, croiseurs légers Attilio Regolo, Eugenio di Savoia, Raimondo Montecuccoli, destroyers Artigliere, Fuciliere, Legionario, Carabiniere, Mitragliere, Velite, Grecale, Oriani) pour se diriger vers La Maddalena,. Le départ se fait si rapidement que le lieutenant Tommaso Ricci et les autres officiers de ravitaillement du Impetuoso sont restés à terre. À 8h40, les cinq torpilleurs aperçoivent l'escadron de combat (qui, à 6h15, avait été rejoint par les croiseurs Duca d'Aosta, Duca degli Abruzzi et Garibaldi et le torpilleur Libra, venant de Gênes), se plaçant en avant de lui, et à 10h30, après avoir aperçu des éclaireurs allemands, ils le rejoignent, avançant en zigzag. Peu après midi, les torpilleurs arrivent dans les eaux de La Maddalena, mais à ce moment-là, ils reçoivent la communication que la base est occupée par les Allemands: ils doivent donc faire demi-tour avec le reste de la flotte, qui se dirige vers le nord de l'Asinara. À 15h15 du 9 septembre, cependant, la formation est attaquée par des bombardiers allemands Dornier Do 217 : le cuirassé Italia est d'abord légèrement endommagé (par une bombe tombée près de la coque), puis, à 15h42, le cuirassé Roma est atteint par une roquette qui, perçant tous les ponts, éclate sous la quille en provoquant de graves dégâts entre lesquels un trou dans la coque, des dégâts aux artilleries anti-aériennes et une salle des machines hors d'usage (avec réduction de la vitesse à 16 nœuds). Dix minutes plus tard le même navire est touché par une deuxième bombe en correspondance d'un dépôt de munitions.Dévasté par une déflagration colossale, le Roma chavire et coule, se brisant en deux, en 19 minutes, emportant 1 393 hommes avec lui.
Pendant les manœuvres pour éviter d'être touché, tout en tirant avec ses canons anti-aériens, le Impetuoso est sur le point d'être éperonné par un autre navire, mais la collision est évitée de justesse, grâce au virage ordonné par Cigala Fulgosi et au fait que le navire éperonneur a eu entre-temps mis ses moteurs en marche arrière. À 16h09, les Pegaso, Impetuoso et Orsa sont envoyés, avec les destroyers Mitragliere, Fuciliere et Carabiniere et le croiseur Attilio Regolo, pour sauver le navire en perdition. Le Impetuoso récupère 47 survivants, le Orsa et Pegaso 55, le Regolo 17, les trois destroyers sauvant au total 503 hommes. Après avoir vainement inspecté la surface de la mer à la recherche d'autres survivants, les trois torpilleurs font route vers le nord-ouest, mais à 19h00, ils sont attaqués par un groupe de destroyers et de bombardiers allemands, qui les mitraillent et les bombardent. Manœuvrant à grande vitesse et tirant avec tout l'armement anti-aérien, les trois navires, évitant de justesse de nombreuses bombes, sortent presque indemnes de l'attaque à 20h30. Le Impetuoso et le Orsa abattent trois ou quatre avions allemands avec leurs mitrailleuses et réduisent les munitions anti-aériennes à moins de la moitié. Dans les heures qui suivent, les trois torpilleurs, laissés isolés et sans ordres, tentent de rejoindre l'escadre italienne, sans savoir où elle se trouve, ils essaient sans succès de secourir le Vivaldi, puis, à 1h30 du matin du 10 septembre, le Pegaso et le Impetuoso se dirigent vers les îles Baléares, où se trouve déjà le Orsa, qui est presque à court de carburant. Le Impetuoso est le dernier des deux navires à appeler Supermarina, à 4h13, pour demander des ordres, mais il ne reçoit aucune réponse (comme tous les appels précédents étaient restés sans réponse). À 7h50, un éclaireur allemand est aperçu, et à 8h37, un message est reçu du Supermarina ordonnant de faire route vers Bona, mais en raison du retard de la communication, qui rend incertaine la véracité de l'ordre, de la présence de blessés graves à bord et du fait qu'ils ont déjà atteint Minorque, les commandants des deux navires décident de poursuivre leur route, et à 11h15, ils coulent dans la baie de Pollença.

### Le sabordage
Après avoir débarqué les blessés, entre minuit et 2 heures du matin du 11 septembre, le Pegaso et le Impetuoso partent se saborder. Les commandants des deux navires, en accord avec les équipages, ont en effet pris cette décision pour ne pas avoir à livrer les navires aux Alliés (conséquence évidente de l'internement prévisible aux Baléares) ou aux Allemands. Les torpilleurs s'arrêtent au milieu de la baie où ils descendent tous les bateaux, puis, avec des équipages réduits au minimum (10-11 hommes sur le Impetuoso et 17 sur le Pegaso), ils continuent jusqu'à atteindre des profondeurs d'eau de plus de cent mètres, suffisantes pour empêcher la récupération des deux unités. Ensuite - entre cinq et six heures du matin du 11 septembre 1943 - le drapeau de combat est hissé, les documents secrets sont  détruits et les hulules et les vannes de mer sont ouvertes, après quoi les commandants et les hommes restés à bord prennent place sur les deux seuls canots de sauvetage restants. Après environ une heure d'agonie, le Pegaso et le Impetuoso coulent en poupe, l'un après l'autre : le Impetuoso est le dernier à couler.
Les équipages des deux navires sont internés pendant dix mois par les autorités espagnoles dans les îles Baléares, étant forcés de travailler avec peu de nourriture.
En juin 2001, l'épave du Impetuoso est retrouvée et identifiée. Le navire, tout à fait intact, repose sur un fond marin de 98 mètres de profondeur, couché sur le côté tribord, la proue pointant à 175° et la poupe à 355°.

### Commandants
- Capitaine de corvette (Capitano di corvetta) Giuseppe Cigala Fulgosi (né à Piacenza le 25 juillet 1910) (juin - 11 septembre 1943)